# Uvularia
- Commons
- Wikispecies

Uvularia L. é um género botânico pertencente à família Colchicaceae.

## Sinonimia
- Oakesiella Small

## Espécies
- Uvularia floridana Chapman
- Uvularia grandiflora Sm.
- Uvularia perfoliata L.
- Uvularia puberula Michx.
- Uvularia sessilifolia L.
- Lista completa

## Classificação do gênero
| Sistema | Classificação                     | Referência               |
| ------- | --------------------------------- | ------------------------ |
| Linné   | Classe Hexandria, ordem Monogynia | Species plantarum (1753) |